# Abu Bakar Umar
Datuk Haji Abu Bakar Bin Umar, né le 13 janvier 1927 à Hutan Kampung (ms) (Kedah) et mort le 12 août 1998 à Kepala Batas (en) (Malaisie), est un homme politique malaisien, vice-ministre de la Santé de 1974 à 1977.

## Biographie
Il naît dans le village de Hutan Kampung (ms), où son père est directeur d'école. 
En 1946, il embarque dans un bateau ramenant des Indiens de Malaisie vers leur mère-patrie, dont l'indépendance est imminente. En Inde, il s'inscrit à l'université musulmane d'Aligarh, où il se spécialise dans l'étude des sciences politiques. Cette expérience lui permet de parler couramment l'ourdou.  
En 1958, il retourne en Malaisie, devenue à son tour indépendante, et épouse Rokiah Haji Ahmad, la fille d'Ahmad Tuan Hussein (en), l'un des fondateurs du Parti islamique malaisien (PAS), alors seul parti d'opposition représenté au parlement.
À partir de 1959, il commence à concourir aux élections sous l'étiquette du PAS, dont il est par ailleurs le commissaire pour l'État de Kedah.
Il décède le 12 août 1998 à proximité de la Madrasah Khairiah Islamiah (ms), une école coranique fondée par son beau-père. Il est par ailleurs enterré à proximité de la tombe de ce dernier dans le cimetière de la mosquée Kampung Banggol à Kepala Batas (en). 

## Résultats électoraux

### Élections législatives
| 1959 (en) |                        | PAS | Kota Star Utara (en) | 6 279 | 41,25 | Battu |
| 1964 (en) | 6 922                  | PAS | Kota Star Utara (en) | 36,88 |       | Battu |
| 1969 (en) | Kubang Pasu Barat (en) | PAS | 10 087               | 50,22 | Élu   |       |
| 1974 (en) | Kota Setar (en)        | PAS | 16 475               | 86,37 | Élu   |       |
| 1978      | Kota Setar (en)        | PAS | 13 626               | 54,86 | Élu   |       |
| 1982      | Kota Setar (en)        | PAS | 15 442               | 52,38 | Élu   |       |

## Distinctions
- Kedah :
  -  Chevalier compagnon de l'ordre de la Loyauté à la maison royale de Kedah (en) (DSDK) - Dato' - 1976
  -  Compagnon de l'ordre de la Loyauté à la maison royale de Kedah (en) (SDK) - 1975